# Трамвайный парк № 8 (Санкт-Петербург)
Трамвайный парк № 8 (ранее депо «Княжево», трампарк № 9 имени Котлякова) — комплекс зданий трамвайного парка в Санкт-Петербурге, на проспекте Стачек, 114. Построен в начале XX века как часть инфраструктуры Ораниенбаумской электрической линии («Оранэлы»).
Парк обслуживает 5 маршрутов: № 36, 41, 52, 56, 60.

## История
Депо «Княжево» было открыто в январе 1916 года для обслуживания подвижного состава «Оранэлы». В октябре 1929 года линию передали Ленинградским городским железным дорогам, в ведении которых находился трамвай, она стала называться Стрельнинской линией ленинградского трамвая. Название «Княжево» было упразднено, и вместо него парку присвоен № 9 и имя И. Е. Котлякова. Парк был превращён в базу ночной стоянки вагонов, но в 1933 году эксперимент прекратили, и трампарк вновь стал самостоятельным действующим предприятием.
Во время Великой Отечественной войны недалеко от трамвайного парка проходила линия обороны Ленинграда. Осенью 1941 года немецкие танки перерезали Петергофское шоссе, после чего из ворот парка были выведены 10 трамвайных вагонов. Их наполнили мешками с камнями и песком, опрокинули и перегородили пути между Стрельной и Ленинградом. Сам парк был закрыт и расформирован, на его территории разместилась воинская часть. Подвижной состав с городских линий передали в другие трамвайные парки. За время войны на парк было сброшено две авиабомбы и около тысячи артиллерийских снарядов. Восстановление трамвайных путей началось в 1949 году. 5 ноября 1951 года было открыто движение до Сосновой Поляны, а в 1953 году — до самой Стрельны. С 1956 года началось капитальное восстановление парка имени Котлякова, который вновь открылся 1 февраля 1958 года.
В 2003 году парки № 8 и № 9 были объединены под № 8. С этого момента трамвайный парк № 9 номинально перестал существовать, теперь его название звучит как «площадка № 2 трамвайного парка № 8». Вскоре после объединения, вторая площадка стала единственной площадкой парка № 8 с выпуском вагонов, первая площадка служит для технических целей.
В 2024 году для обновления подвижного состава парк №8 получил 32 вагона «Богатырь-М» и «Витязь-М».

## Инфраструктура
По состоянию на 2025 года, парк эксплуатирует 123 единицы подвижного состава на 56,7 км маршрутной сети. Парк обслуживает 5 маршрутов в Кировском, Красносельском и Адмиралтейском районах: №№ 36, 41, 52, 56 и 60. В среднем в день они перевозят 83 тыс. пассажиров.
Инфраструктура парка состоит из депо и мастерских.
| Модель вагона      | Кол-во | В эксплуатации |
| ------------------ | ------ | -------------- |
| ЛВС-86К            | 19     | 19             |
| ЛВС-86М2           | 2      | 2              |
| ЛМ-99К             | 4      | 4              |
| ЛМ-99АВ            | 3      | 3              |
| Alstom Citadis 301 | 4      | 4              |
| 71-923М            | 25     | 25             |
| 71-931М            | 49     | 48             |
| 71-931АМ           | 2      | 2              |
| ТС-77              | 12     | 4              |
| 71-301             | 4      | 0              |

Также имеются 3 учебных вагона: ЛМ-68М — 8704 и ПС-39А2 — 8315, 8335 и снегоочиститель ГС-4 № 8707.